# MetroBus (Maputo)

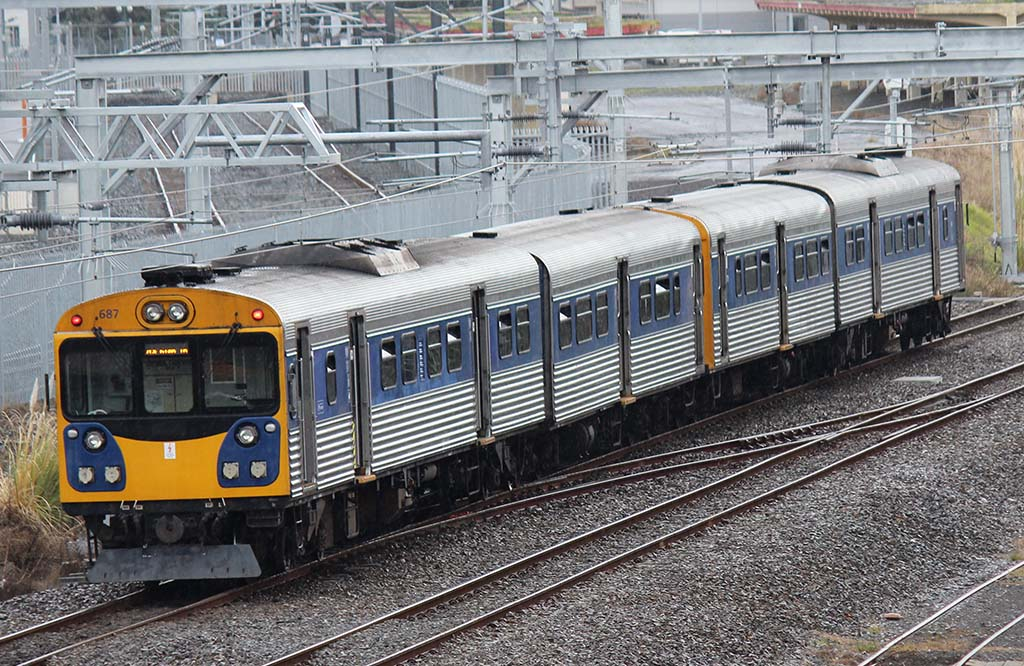
Veículo ferroviário do MetroBus de Maputo, ainda em uso na Nova Zelândia

MetroBus é um sistema integrado e intermodal de transportes para a Área Metropolitana de Maputo, em Moçambique, com base no uso das linha ferroviárias existentes. O sistema inclui também linhas de autocarros que alimentam e complementam a componente ferroviária. O sistema esperava transportar 3,6 milhões de passageiros em 2018.
Este projecto é uma parceria público-privada entre a empresa Sir Motors, que financiou a aquisição dos equipamentos e os custos de operação, a empresa pública CFM-Portos e Caminhos de Ferro de Moçambique, dono da infraestrutura ferroviária, e várias unidades administrativas como os municípios de Maputo, Matola, e Boane, e o distrito de Marracuene.

## Projecto
De início, o MetroBus projectou estabelecer e expandir a sua rede em três fases:
- A 1ª fase, o serviço inicial, resumia-se às estações da Matola-Frigo e Machava;
- A 2ª fase incluia a expansão a Boane e Marracuene;
- A 3ª fase englobava a expansão até Goba, Ressano Garcia e Manhiça

## História

### O início do serviço
O Metrobus iniciou a sua operação em 6 de Fevereiro de 2018 com serviços no troço conjunto das linhas de Goba e Ressano Garcia, da Estação Central de Maputo até à estação da Machava e num ramal desta linha até à estação provisória da Matola-Frigo. Na semana seguinte, a 13 de Fevereiro, abriu um novo serviço na linha de Ressano Garcia, da Estação Central de Maputo até à estação da Matola-Gare.
O plano inicial era transformar a estação temporária da Matola-Frigo numa infraestrutura definitiva que poderia acomodar 1.500 pessoas. No entanto, esta estação não foi construída e o serviço foi, em vez disso, estendido para Boane, na linha de Goba em 19 de Fevereiro de 2018.

### Marracuene
A expansão do Metrobus na linha do Limpopo até à estação de Marracuene foi pensada desde o início do projecto, como parte de uma segunda fase, mas foi sendo adiada. Foi de novo anunciada em Julho de 2020, e ainda espera pela sua implementação.

### Linha circular
Em Julho de 2020, o governador da província de Maputo anunciou a construção de uma linha circular de 27 kms e sete estações, ligando as estações de Matola-Gare (linha de Ressano Garcia) e Albazine (linha do Limpopo). A nova linha, uma iniciativa do MetroBus, seria financiada pelo Banco Mundial e o início da sua construção programada para o primeiro trimestre de 2021. Ela será implantada em terrenos adjacentes à Estrada Circular de Maputo, já construída. A pandemia do Covid-19 adiou o início da construção para mais tarde em 2021.

### Beira
Em Abril de 2018, o governo anunciou planos para expandir o serviço para a Beira, mais especificamente entre Beira e Dondo, utilizando para o efeito a linha de Machipanda. Esta intenção, ainda não realizada, foi confirmada em Abril de 2020, pelo Metrobus, que confirmou a existência de negociações com a dona da infra-estrutura, a CFM.

## Conflito com CFM
Em Novembro de 2018 foi revelado um conflito entre a operadora e a proprietária da linha férrea. O MetroBus acusou os CFM de não facilitarem o acesso dos seus comboios, enquanto estes responderam que a operadora não pagava as taxas de uso acordadas nem respeitava as normas de segurança em vigor. As duas entidades chegaram a acordo em 16 de Novembro, com o Metrobus autorizado a aumentar a frequência e velocidade dos seus serviços e melhorar as estações. O conflito reapareceu um ano depois, quando os CFM suspenderam a circulação dos comboios do Metrobus em 10 de Dezembro de 2019, pelas mesmas razões que anteriormente, falta de pagamento de taxas e inobservância das regras de segurança. A circulação foi restabelecida dois dias depois devido à intervenção directa do governo. 

## Bilhética
O Metrobus foi pensado para uma clientela de classe média, mais afluente do que aquela que utiliza os comboios suburbanos dos CFM, sendo um objectivo fazer com que essa classe deixe os carros em casa. Além da venda de bilhetes para viagens individuais, foi criado um passe mensal com um valor igual ao do salário mínimo médio. O preço de bilhetes e passes foi sendo actualizado para compensar o aumento geral de preços. Embora tenha sido anunciado no início do projecto que o investimento e os custos de exploração seriam suportados a 100% pelo operador, , já em Novembro de 2018 se queixava da falta de apoio financeiro do governo para a oferta de tarifas sociais subsidiadas. Em Julho de 2020 a empresa assinou um acordo com entidades do ensino superior privado para a criação de um passe mensal para os seus estudantes.

## Frota

### Comboios
O projecto usa quatro composições ferroviárias, constituída cada uma por uma automotora a diesel e três carruagens com capacidade para 540 passageiros. Estas composições usadas foram adquiridas à Nova Zelândia, onde foram utilizadas nos serviços suburbanos de Auckland entre 1994 e 2014.

### Autocarros
O MetroBus dispões de uma frota de 100 autocarros, fornecidos pela China, cuja principal função é alimentar o serviço ferroviário.